# Lina Johansson (fotbollsspelare född 1988)
Lina Maria Johansson, född 18 mars 1988, är en fotbollsspelare från Sverige (mittfältare) som började i Piteå IF säsongen 2006. Hon spelade 14 matcher i Damallsvenskan 2009 tillsammans med Piteåklubben. Samma år spelade hon även två matcher för Infjärdens SK. Efter skador tvingades hon sluta spela fotboll. 2010 blev Johansson tillsammans med Nina Juntti ledare för Norrbottens länslag för flickor födda 1996.